# Bootlegs Series 2000
La Bootlegs Series 2000 es la primera serie de conciertos en vivo grabados por el grupo Pearl Jam. Fueron grabados a lo largo de la gira realizada en el año 2000. La serie consta de dos partes, los bootlegs europeos y los americanos y esta, a su vez, está dividida en dos partes (o legs).

## Conciertos - Bootleg Series 2000
- Los conciertos marcados con un asterisco (*) denotan un concierto Ape/Man

| Bootlegs Europeos Lanzados: 26 de septiembre de 2000 1. 23/05/00, Estádio do Restelo, Lisbon, Portugal 2. 25/05/00, Palau Sant Jordi, Barcelona, España 3. 26/05/00, Velodromo de Anoeta, San Sebastian, España 4. 29/05/00, Wembley Arena, London, Inglaterra 5. 30/05/00, Wembley Arena, London, Inglaterra * 6. 01/06/00, The Point Theatre, Dublin, Irlanda 7. 03/06/00, SECC, Glasgow, Escocia 8. 04/06/00, Manchester Evening News Arena, Manchester, Inglaterra 9. 06/06/00, Cardiff International Arena, Cardiff, Gales * 10. 08/06/00, Palais Omnisports de Paris-Bercy, Paris, Francia * 11. 09/06/00, Rock am Ring, Nürburg, Alemania 12. 11/06/00, Rock im Park, Nuremberg, Alemania 13. 12/06/00, Pinkpop, Landgraaf, Holanda 14. 14/06/00, Peagas Arena, Praga, República Checa 15. 15/06/00, Spodek, Katowice, Polonia 16. 16/06/00, Spodek, Katowice, Polonia * 17. 18/06/00, Residenzplatz, Salzburg, Austria 18. 19/06/00, Hala Tivoli, Ljubljana, Eslovenia 19. 20/06/00, Arena di Verona, Verona, Italia * 20. 22/06/00, FILA Forum Arena, Milan, Italia * 21. 23/06/00, Hallenstadion, Zurich, Suiza 22. 25/06/00, Wuhlheide Park, Berlin, Alemania 23. 26/06/00, Alsterdorfer Sporthalle, Hamburgo, Alemania 24. 28/06/00, Vasa Museum, Estocolmo, Suecia 25. 29/06/00, Spektrum, Oslo, Noruega | Bootlegs de Norteamérica - Leg 1 Lanzados: 27 de febrero de 2001 1. 03/08/00, GTE Virginia Beach Amphitheater, Virginia Beach, Virginia 2. 04/08/00, Blockbuster Pavilion, Charlotte, North Carolina 3. 06/08/00, Greensboro Coliseum, Greensboro, North Carolina 4. 07/08/00, Philips Arena, Atlanta, Georgia * 5. 09/08/00, Mars Music Amphitheatre, West Palm Beach, Florida 6. 10/08/00, Mars Music Amphitheatre, West Palm Beach, Florida 7. 12/08/00, Ice Palace, Tampa, Florida * 8. 14/08/00, New Orleans Arena, New Orleans, Louisiana 9. 15/08/00, Pyramid Arena, Memphis, Tennessee 10. 17/08/00, AmSouth Amphitheater, Antioch, Tennessee 11. 18/08/00, Deer Creek Music Center, Noblesville, Indiana 12. 20/08/00, Riverbend Music Center, Cincinnati, Ohio 13. 21/08/00, Polaris Amphitheater, Columbus, Ohio * 14. 23/08/00, Jones Beach Amphitheater, Wantagh, New York 15. 24/08/00, Jones Beach Amphitheater, Wantagh, New York * 16. 25/08/00, Jones Beach Amphitheater, Wantagh, New York * 17. 27/08/00, Saratoga Performing Arts Center, Saratoga Springs, New York 18. 29/08/00, Tweeter Center Boston, Mansfield, Massachusetts * 19. 30/08/00, Tweeter Center Boston, Mansfield, Massachusetts 20. 01/09/00, Blockbuster Music Entertainment Centre, Camden, New Jersey 21. 02/09/00, Blockbuster Music Entertainment Centre, Camden, New Jersey 22. 04/09/00, Merriweather Post Pavilion, Columbia, Maryland 23. 05/09/00, Post-Gazette Pavilion, Burgettstown, Pennsylvania | Bootlegs de Norteamérica - Leg 2 Lanzados: 27 de marzo de 2001 1. 10/4/00, Molson Centre, Montreal, Quebec, Canada 2. 10/5/00, Air Canadá Centre, Toronto, Ontario, Canada 3. 10/7/00, The Palace of Auburn Hills, Auburn Hills, Michigan * 4. 10/8/00, Alpine Valley Music Theatre, East Troy, Wisconsin 5. 10/9/00, Allstate Arena, Rosemont, Illinois * 6. 10/11/00, Riverport Amphitheater, Maryland Heights, Missouri 7. 10/12/00, Sandstone Amphitheater, Bonner Springs, Kansas 8. 10/14/00, Cynthia Woods Mitchell Pavilion, The Woodlands, Texas 9. 10/15/00, Cynthia Woods Mitchell Pavilion, The Woodlands, Texas 10. 10/17/00, Smirnoff Music Centre, Dallas, Texas 11. 10/18/00, United Spirit Arena, Lubbock, Texas 12. 10/20/00, Mesa Del Sol Amphitheatre, Albuquerque, New Mexico 13. 10/21/00, Desert Sky Pavilion, Phoenix, Arizona 14. 10/22/00, MGM Grand Arena, Las Vegas, Nevada * 15. 10/24/00, Greek Theatre, Los Angeles, California 16. 10/25/00, San Diego Sports Arena, San Diego, California * 17. 10/27/00, Selland Arena, Fresno, California 18. 10/28/00, Blockbuster Pavilion, Devore, California 19. 10/30/00, Sacramento Valley Amphitheater, Marysville, California 20. 10/31/00, Shoreline Amphitheatre, Mountain View, California 21. 11/2/00, Rose Garden Arena, Portland, Oregon 22. 11/3/00, Idaho Center, Nampa, Idaho * 23. 11/5/00, KeyArena, Seattle, Washington 24. 11/6/00, KeyArena, Seattle, Washington * |  |

- Datos: Q5732075